# Scotty Nguyen
Thuan "Scotty" Nguyen (Nha Trang, Vietnã do Sul, 28 de outubro de 1962) é um jogador de pôquer profissional sul-vietnamita naturalizado americano, vencedor do Main Event da World Series of Poker em 1998.

## Braceletes da World Series of Poker
| Ano  | Preço de Inscrição (Buy-in) | Evento                              | Prêmio (US$) |
| ---- | --------------------------- | ----------------------------------- | ------------ |
| 1997 | $2,000                      | Omaha 8 or Better                   | $156,950     |
| 1998 | $10,000                     | No Limit Hold'em World Championship | $1,000,000   |
| 2001 | $2,500                      | Pot Limit Omaha                     | $178,480     |
| 2001 | $5,000                      | Omaha Hi-Lo Split Eight or Better   | $287,580     |
| 2008 | $50,000                     | H.O.R.S.E. World Championship       | $1,989,120   |